# Bounce With Me
Bounce With Me är en hip-hop- och R&B-låt av Lil Bow Wow. Det var hans första singel. Låten släpptes som singel till filmen Big Momma's House.

## Topplistan
| Topplistan (2000)                    | position |
| ------------------------------------ | -------- |
| U.S. Billboard Hot 100               | 20       |
| U.S. Billboard Hot R&B/Hip-Hop Songs | 1        |
| U.S. Billboard Hot Rap Tracks        | 1        |
| U.S. Billboard Rhythmic Top 40       | 40       |